# Petr Václav
Petr Václav ( Praga, 11 de junio de 1967 ) es un director de cine y guionista checo. Desde 2003 vive y trabaja en Francia, país del que también tiene la ciudadanía.

## Biografía
Václav nació en Praga, hijo de Jiří Václav, compositor, y Ljuba Václavová, directora de cine. Se graduó por la FAMU en 1993 con el corto documental Paní Le Murie (Madame Le Murie), que fue nominado al Premio de la Academia Estudiantil de FAMU y ganó un premio al mejor documental en el International Festival der Filmhochschulen (Filmschoolfest) en Múnich. 
Su primer largometraje llevó por título Mariana (1996) y ganó el Leopardo de Plata y FIPRESCI Premio en la Festival Internacional de Cine de Locarno y varios premios en festivales de cine de Angers, Salónica, Belfort, Cottbus, Bratislava y Teherán. 
Su segundo largometraje, Paralelní světy (Mundos paralelos) de 2001 fue escrita en colaboración con la guionista francesa Marie Desplechin y seleccionado para su presentación en el Festival Internacional de Cine de San Sebastián.
La película La salida, lanzada en Francia como Zaneta, fue estrenada en el Festival Internacional de Cine de Cannes de 2014. Ganó siete premios León checo en 2014, incluidos mejor película, mejor director y mejor guion.
La película de Václav Nunca estamos solos inauguró el Festival Internacional de Cine de Berlín 2016 (Berlinale) en la categoría Forum y ganó el Premio del Jurado de Lectores Tagesspiel.
En 2017 presentó una nueva coproducción franco-italiana, Skokan, protagonizada por actores como Milan Cifra, Klaudia Dudová, Zdeněk Godla, Julius Oracko o Karidja Touré.
Su documental Zpově zap zapomenutého (Confesión de los desaparecidos), que retrata la vida del compositor checo-italiano Josef Mysliveček, se mostró en el FIPA de Biarritz en 2016 y ganó el premio de oro en su categoría (FIPA d'or). También es el ganador del premio Trilobit 2016.
En 2022 firmó una película biográfica basada en la vida del compositor Josef Mysliveček con el título Il Boemo, que inauguró el Festival Internacional de Cine de San Sebastián el 20 de septiembre de 2022. Se trata de una coproducción checo-ítalo-eslovaca, con música del director checo Václav Luks, director artístico del conjunto de música antigua Colegium 1704.
Václav es miembro de la Academia de Cine Europeo de Berlín y el Academia Checa de Cine y Televisión.